# Bulbophyllum olorinum
Bulbophyllum olorinum är en orkidéart som beskrevs av Johannes Jacobus Smith. Bulbophyllum olorinum ingår i släktet Bulbophyllum och familjen orkidéer. Inga underarter finns listade i Catalogue of Life.